# Truncatella bella
Truncatella bella är en svampart som beskrevs av Bat. 1960. Truncatella bella ingår i släktet Truncatella och familjen Amphisphaeriaceae.   Inga underarter finns listade i Catalogue of Life.